# 品庄内閣
『品庄内閣』（しなしょうないかく）は、一部TBS系列局で放送されたTBS製作のバラエティ番組である。製作局のTBSでは2001年10月3日から2002年3月27日まで放送。

## 概要
品川庄司初の冠番組であり、綾瀬はるかが初めてレギュラーを務めた番組でもある。品川庄司はロケを通じて綾瀬を正統派アイドルにしようとしたり、ミスJABANの就職を斡旋したりと自由に企画を立てて番組を進めていた。綾瀬の特徴的な応対をいじることが多かった。
レギュラーメンバーの品川祐は最終回で、番組が2クールで終わったこともあってか自分たちが芸人としてまだまだだなと感じたらしく号泣してしまった。

## 出演者
- 品川庄司（品川祐・庄司智春）
- 綾瀬はるか

## エンディングテーマ
- like a ghost （京田未歩）
- きれいな片想いの結末はいつだってHAPPYEND （京田未歩）

## 放送局
| 放送対象地域 | 放送局   | 系列    | 放送日時                                      | 備考                                         |
| ------------ | -------- | ------- | --------------------------------------------- | -------------------------------------------- |
| 関東広域圏   | TBS      | TBS系列 | 水曜 25:20 - 25:50 （2001年10月 - 2002年3月） | 製作局                                       |
| 近畿広域圏   | 毎日放送 | TBS系列 | 木曜 25:00 - 25:30 （2001年10月 - 2002年1月） | 『パノラマ電波横丁』枠内で放送、途中打ち切り |

## エピソード
後に品川は映画『ドロップ』の記者会見に出席した際に、ホリプロ公式サイト内にある綾瀬のプロフィールページからこの番組のタイトルが消えていてがっかりしたと語っていた。